# Куаку, Крис
Банури́н Крис Эмманюэ́ль Куаку́ (фр. Banhourin Chris Emmanuel Kouakou; род. 15 декабря 1999) — ивуарийский футболист, полузащитник клуба «Мафра».

## Клубная карьера
Куаку начал профессиональную карьеру в тунисском клубе «Сфаксьен». 15 апреля 2018 года в матче против «Бен-Гардана» он дебютировал в чемпионате Туниса. В 2019 году Куаку помог клубу завоевать национальный кубок. 16 августа 2020 года в поединке против «Солимана» Крис забил свой первый гол за «Сфаксьен». В 2021 году он во второй раз стал обладателем Кубка Туниса.
Летом 2022 года Куаку перешёл в датский «Мидтьюлланн». 22 июля в матче против «Силькеборга» он дебютировал в датской Суперлиге.

## Достижения
«Сфаксьен»
- Обладатель Кубка Туниса (2): 2018/19, 2021/22